# Chrysso trimaculata
Chrysso trimaculata là một loài nhện trong họ Theridiidae.
Loài này thuộc chi Chrysso. Chrysso trimaculata được miêu tả năm 1991 bởi Zhu, Zhang & Yajun Xu.